# Fiat 625
Le Fiat 625 N est un camion ainsi qu'un autobus fabriqués entre 1965 et 1971.

## Les versions du Fiat 625
| Modèle      | Type                                        | Années de production | Type moteur  | Cylindrée | Puissance              | PTC   |
| ----------- | ------------------------------------------- | -------------------- | ------------ | --------- | ---------------------- | ----- |
| Fiat 625N   | Camion léger cabine 3 places doubles phares | 1965 - 1966          | Fiat 230     | 2 693 cm3 | 66 ch à 3 500 tr/min   | 4,6 t |
| Fiat 625N   | Fourgon                                     | 1965 - 1967          | Fiat 230     | 2 693 cm3 | 66 ch à 3 500 tr/min   | 4,6 t |
| Fiat 625N2  | Camion                                      | 1967 - 1970          | Fiat 804A    | 3 119 cm3 | 70 ch à 3 500 tr/min   | 4,7 t |
| Fiat 625N2  | Fourgon                                     | 1967 - 1970          | Fiat 804A    | 3 119 cm3 | 70 ch à 3 500 tr/min   | 4,7 t |
| Fiat 625N3  | Camion                                      | 1970 - 1972          | Fiat 8040.02 | 3 455 cm3 | 81,5 ch à 3 200 tr/min | 4,9 t |
| Fiat 625NP  | Châssis autobus                             | 1965 - 1967          | Fiat 230     | 2 693 cm3 | 66 ch à 3 500 tr/min   | 5,0 t |
| Fiat 625N1P | Châssis autobus                             | 1967 - 1970          | Fiat 804A    | 3 119 cm3 | 70 ch à 3 200 tr/min   | 5,0 t |
| Fiat 625N2P | Châssis autobus                             | 1970 - 1972          | Fiat 8040.02 | 3 455 cm3 | 81,5 ch à 3 200 tr/min | 5,0 t |

## Camion Fiat 625
Le Fiat 625 est un petit camion de la gamme légère-moyenne, fabriqué par le constructeur italien Fiat V.I. à partir de 1965.
Présenté fin 1964, il remplace l'ancien Fiat 615 de 1951. Il bénéficie d'une toute nouvelle cabine avancée très lumineuse qui vient habiller un châssis parmi les plus éprouvés et fiables, et dispose d'un nouveau moteur plus performant.
Le Fiat 625N, décliné dans les versions camion, châssis cabine, fourgon et châssis pour autobus, a une charge utile de 2,5 tonnes pour un PTC de 4,6/5,0 tonnes.
Le Fiat 625N sera décliné en 3 séries distinctes : N à N3. Il sera surtout utilisé par les entreprises de déménagement et pour les livraisons urbaines car il dispose d'une charge utile suffisante et d'une largeur bien adaptée aux voies étroites des grandes villes.
La série N3 inaugura le nouveau logo Fiat en losanges inclinés à lettres argent sur fond noir. La finition de la cabine sera améliorée, surtout l'insonorisation et le confort. Le Fiat 625N3 terminera sa carrière en fin d'année 1972, lorsque Fiat V.I. lancera le Fiat OM 40.

## Autobus Fiat 625
Le constructeur Fiat Bus a commercialisé un châssis pour autocar/autobus dérivé du camion mais n'a jamais construit le modèle complet. Ce châssis pour autobus sera très prisé par les carrossiers spécialisés italiens (Pasini) et étrangers, notamment Van Hool, qui n'utilisait, à l'époque, que des mécaniques Fiat.
L'autobus connaîtra 3 versions avec des motorisations différentes. Le châssis sera produit entre 1965 et 1972.
Sa capacité varie selon l'aménagement :
- 16 sièges en version GT,
- 25 sièges en version autobus de ligne,
- 44 sièges en version bus scolaire.